# Willy Hoffmann (Jurist)
Willy Oskar Bruno Hoffmann (* 29. Februar 1888 in Leipzig; † 24. August 1942 ebenda) war ein deutscher Rechtswissenschaftler und Rechtsanwalt.

## Leben
Willy Hoffmann wurde 1888 in Leipzig geboren. Nach dem Abitur an der Thomasschule zu Leipzig studierte er Rechtswissenschaften in Leipzig und München. Er wurde am 30. September 1912 an der Universität Leipzig zum Dr. iur. promoviert. Nach einer kriegsbedingten Unterbrechung schloss er 1919 seine juristische Ausbildung ab. Vom 1. März 1919 an war er Rechtsanwalt am Landgericht Leipzig und arbeitete zeitweise mit den Rechtsanwälten Hans Otto und Kurt Runge zusammen.
Neben seiner Tätigkeit als Rechtsanwalt besonders auf den Gebieten des Urheberrechts, des Gewerblichen Rechtsschutzes und des Wettbewerbsrechts und seit 1932 auch als Notar in Leipzig entwickelte Hoffmann eine geradezu fieberhafte Aktivität als juristischer Fachautor. Nach seinem Tode wies sein Schriftenverzeichnis ca. 30 Seiten auf. Hierbei äußerte er sich weit überwiegend zum Urheberrecht sowie zu der damals jungen Disziplin des Funkrechts. Insoweit erinnert seine Schaffenskraft durchaus an Josef Kohler, wenn er auch nicht derart umfassend zu den verschiedensten Rechtsgebieten arbeitete. 
Hoffmann bemühte sich besonders einerseits um die Reform des Urheberrechts in Deutschland, wobei er zumindest zwei vielbeachtete Entwürfe vorlegte. Sein Entwurf von 1932 (veröffentlicht 1933) wurde zur Grundlage des Reformvorschlags der Akademie für Deutsches Recht. Andererseits beschäftigten ihn Fragen des internationalen Urheberrechts, wobei er Arbeiten zur Berner Übereinkunft sowie ein vielbeachtetes Buch über die Urheberrechtsgesetze des Auslandes vorlegte. Hoffmann galt international als sehr gut vernetzt. In Ergänzung hierzu arbeitete er zu sonstigen damals aktuellen Themen wie etwa dem Schutz der ausübenden Künstler, deren Leistungen er zunächst dogmatisch als dem urheberrechtlich geschützten schöpferischen Werk gleichwertig ansah, die er aber später – dogmatisch zutreffend – als hiervon zu unterscheidende immaterielle Leistung einstufte.
Neben seiner Tätigkeit als Rechtsanwalt war Hoffmann von 1925 bis 1927 Justiziar der Reichsrundfunkgesellschaft. Zudem war er bei der Etablierung von Fachzeitschriften in seinem Tätigkeitsfeld aktiv. 1928 begründete er die Fachzeitschrift "Archiv für Funkrecht", die er bis 1933 als Mitherausgeber und Schriftleiter betreute, und war Geschäftsführer der Deutschen Studiengesellschaft für Funkrecht. Zudem war er gemeinsam mit Paul Dienstag und Walter Siegel einer von drei Schriftleitern des 1928 gegründeten "Archivs für Urheber-, Film- und Theaterrecht" (UFITA) mitverantwortlich für die Betreuung einer der bedeutendsten Fachzeitschriften auf dem Gebiet des Immaterialgüterrechts im deutschsprachigen Raum. Er verstand sich ebenso wie Dienstag als deren Begründer. Hoffmann war nach 1933 bis zu seinem Tod alleiniger Schriftleiter der Zeitschrift.

## Schriften
- Das Reichsgesetz über das Verlagsrecht mit Erläuterungen. Kommentar. Berlin 1925.
- Studien zur Revision der Revidierten Berner Übereinkunft, GRUR 1926, 465–472.
- Revision der Rev. Berner Übereinkunft, V. Das Urheberrecht des nachschaffenden Künstlers, GRUR 1927, 69–72.
- Die Vorschläge der italienischen Regierung und des Berner Internationalen Büros zur Revision d. Revidierten Berner Übereinkunft, Börsenblatt 1927, 484–487.
- Entwurf eines Gesetzes über das Urheberrecht an Werken der Literatur und Kunst, UFITA Bd. 2 (1929), 659–668.
- Gedanken zur Systematik eines deutschen Urheberrechtsgesetzes, GRUR 1931, 706–713.
- Das Schallplattenkonzert der Rundfunkgesellschaften, GRUR 1932, 44–48.
- Ein Deutsches Urheberrechtsgesetz, Berlin 1933.
- Über die Regelung der Rechte der ausübenden Künstler bei der Rundfunkübertragung und der mechanischen Wiedergabe, ArchFunkR Bd. 6 (1933), 92–99.
- Die Wünsche der Romkonferenz als Wegweiser für die Entwicklung des Urheberrechts, GRUR 1934, 699–706.
- Die Berner Uebereinkunft zum Schutze von Werken der Literatur und Kunst vom 9. September 1886, revidiert in Berlin am 13. Nov. 1908 u. in Rom am 2. Juni 1928, Berlin 1935.
- Das Recht der Musik. Eine erläuternde Darstellung der für das mu-sikalische Urheberrecht geltenden Gesetze, Verordnungen und Anordnungen in alphabetischer Form, Leipzig 1936 (mit Wilhelm Ritter).
- Das Recht des Erfinders. Eine Einführung in das Patentgesetz vom 5. Mai 1936 und das Gebrauchsmustergesetz vom 5. Mai 1936, Leipzig 1936
- Das Schallplatten-Urteil des Reichsgerichts, UFITA Bd. 10 (1937), 133–142.
- Werk und Leistung, JW 1938, 486–490.
- Die Konkurrenz von Urheberrecht und Leistungsschutz, UFITA Bd. 12 (1939), 96–114.
- Urheberrechtsgesetze des Auslandes, Berlin 1939.